# Выдра (приток Лебяжьей)
Выдра — река в России, протекает по Мурманской области. Устье реки находится в 36 км по правому берегу реки Лебяжья. Длина реки составляет 15 км, площадь водосборного бассейна 91,4 км².

## Данные водного реестра
По данным государственного водного реестра России относится к Баренцево-Беломорскому бассейновому округу, водохозяйственный участок реки — река Поной. Речной бассейн реки — бассейны рек Кольского полуострова и Карелии, впадает в Белое море.
Код объекта в государственном водном реестре — 02020000112101000006435.